# Willsbach
Willsbach ist ein Ortsteil der Gemeinde Obersulm im Landkreis Heilbronn im nördlichen Baden-Württemberg.

## Geographie

### Geographische Lage

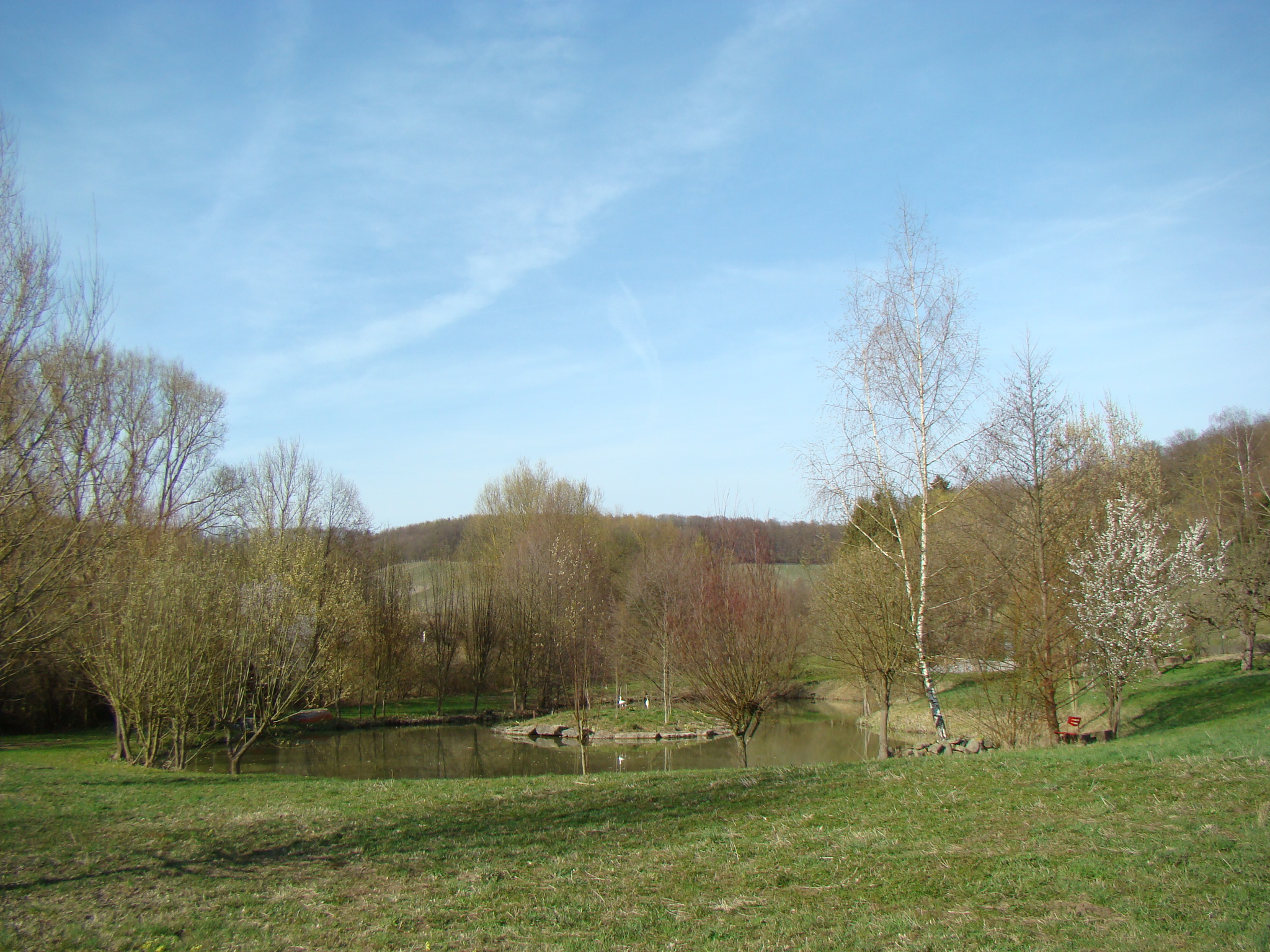
Seebachtal bei Willsbach

Willsbach ist zu beiden Seiten der Sulm gelegen und wird an der Nordseite von der Bahnstrecke Crailsheim-Heilbronn begrenzt. Mit den Obersulmer Teilorten Sülzbach und Affaltrach ist es baulich verwachsen. Auf den Gemarkungen Willsbachs fließen die Bäche Hambach, Seebächle und Mäusebach in die Sulm.
Durch den Anschluss an die S4 von Öhringen nach Karlsruhe und die Bundesstraße 39 ist Willsbach der Verkehrsknotenpunkt von Obersulm.

## Geschichte

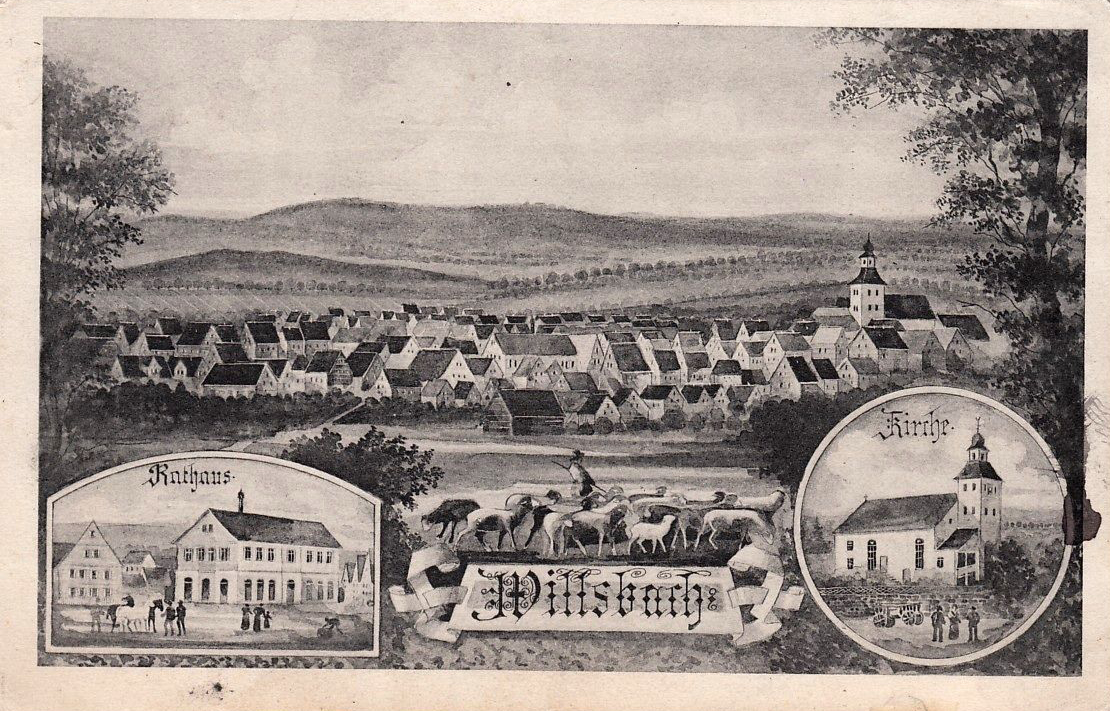
Ansichtskarte von Willsbach um 1911

Willsbach muss nach Bodenfunden eines Reihengräberfriedhofs bereits im 7. Jahrhundert bestanden haben. Der Ort war bis 1441 im Besitz der Grafen von Löwenstein, ging 1441 an die Pfalz und 1504 an Württemberg. Erwähnungen gab es 1254 als Wilerspach und 1292 als Wilrespach. Der zu Willsbach gehörige Weiler Neuhaus wurde 1799 als „das neue Haus“ erstmals erwähnt. Am 1. Mai 1972 entstand die neue Gemeinde Obersulm durch den Zusammenschluss der Gemeinden Affaltrach, Eichelberg, Eschenau, Weiler bei Weinsberg und Willsbach. Am 1. Januar 1975 wurde noch Sülzbach eingemeindet.

## Religion
Willsbach ist überwiegend evangelisch. Die heutige evangelische Kirchengemeinde Willsbach gehört zum Kirchenbezirk Weinsberg-Neuenstadt der Evangelischen Landeskirche in Württemberg. Neben der evangelischen Georgskirche, die 1486 erbaut wurde, befinden sich die katholische Vaterunser-Kirche aus den 1960er Jahren sowie ein Wat Buddha-Tempel der Wat Phra Dhammakaya auf dem Gebiet des Obersulmer Teilorts.

## Politik

### Ortschaftsrat
Der Ortschaftsrat in Willsbach besteht aus 6 Sitzen. Die Sitzverteilung ergab sich aus der Kommunalwahl am 25. Mai 2014.
| Partei                | Stimmen | in %  | Sitze |
| --------------------- | ------- | ----- | ----- |
| FW                    | 2.833   | 33,80 | 2     |
| Bündnis 90/Die Grünen | 2.372   | 28,30 | 2     |
| CDU                   | 1.824   | 21,76 | 1     |
| SPD                   | 1.353   | 16,14 | 1     |

Die Wahlbeteiligung betrug 50,16 %. Ortsvorsteher ist Armin Waldbüßer von Bündnis 90/Die Grünen.

### Wappen

Wappen Willsbachs

Die Blasonierung des Willsbacher Wappens lautet: In Rot der gestürzte goldene Buchstabe W. Die Flagge der Gemeinde war Gelb-Rot.
Ein in der Siegelsammlung des Hauptstaatsarchiv Stuttgart enthaltener Abdruck eines alten Willsbacher Siegels von 1504 zeigt die Gottesmutter Maria auf einer Mondsichel stehend, auf den Armen das Jesuskind, darüber schwebend eine nicht mehr erkennbare Figur. Es wurde wahrscheinlich von dem Kloster Lichtenstern geschaffen, das in Willsbach Güter besaß.
Die späteren, 1834 bis 1873 nachweisbaren Schultheißenamtssiegel Willsbachs zeigen statt der Gottesmutter im Wappenschild das umgekehrte W, als Schildhalter einen Löwen und einen Hirsch (offensichtlich aus dem württembergischen Staatswappen übernommen) sowie eine Adelskrone über dem Schild. 1930 wurde auf Empfehlung der Archivdirektion dieses Wappen ohne Schildhalter und Krone wieder aufgenommen. 1954 bis 1956 erwog die Gemeinde die Einführung eines neuen Wappens, da die Bevölkerung mit dem umgestürzten W, dessen Sinn nicht befriedigend geklärt war, unzufrieden war. Die Archivdirektion war ebenfalls der Meinung, Buchstabenwappen stellten nur eine wenig aussagende Verlegenheitslösung bei jungen Gemeinden ohne weit zurückreichende Geschichte dar, und empfahl aus geschichtlichen und künstlerischen Gründen die Wiederaufnahme des Muttergottes-Wappens aus dem Siegel von 1504. Hierzu konnte der Willsbacher Gemeinderat sich nicht entschließen, da ihm bei einer zu 85 % evangelischen Gemeindebevölkerung die Wiedereinführung eines letztlich auf dem katholischen Glauben basierenden Wappens nicht richtig erschien. Mangels einer befriedigenden Alternative blieb Willsbach daher beim Buchstabenwappen.

## Kultur und Sehenswürdigkeiten

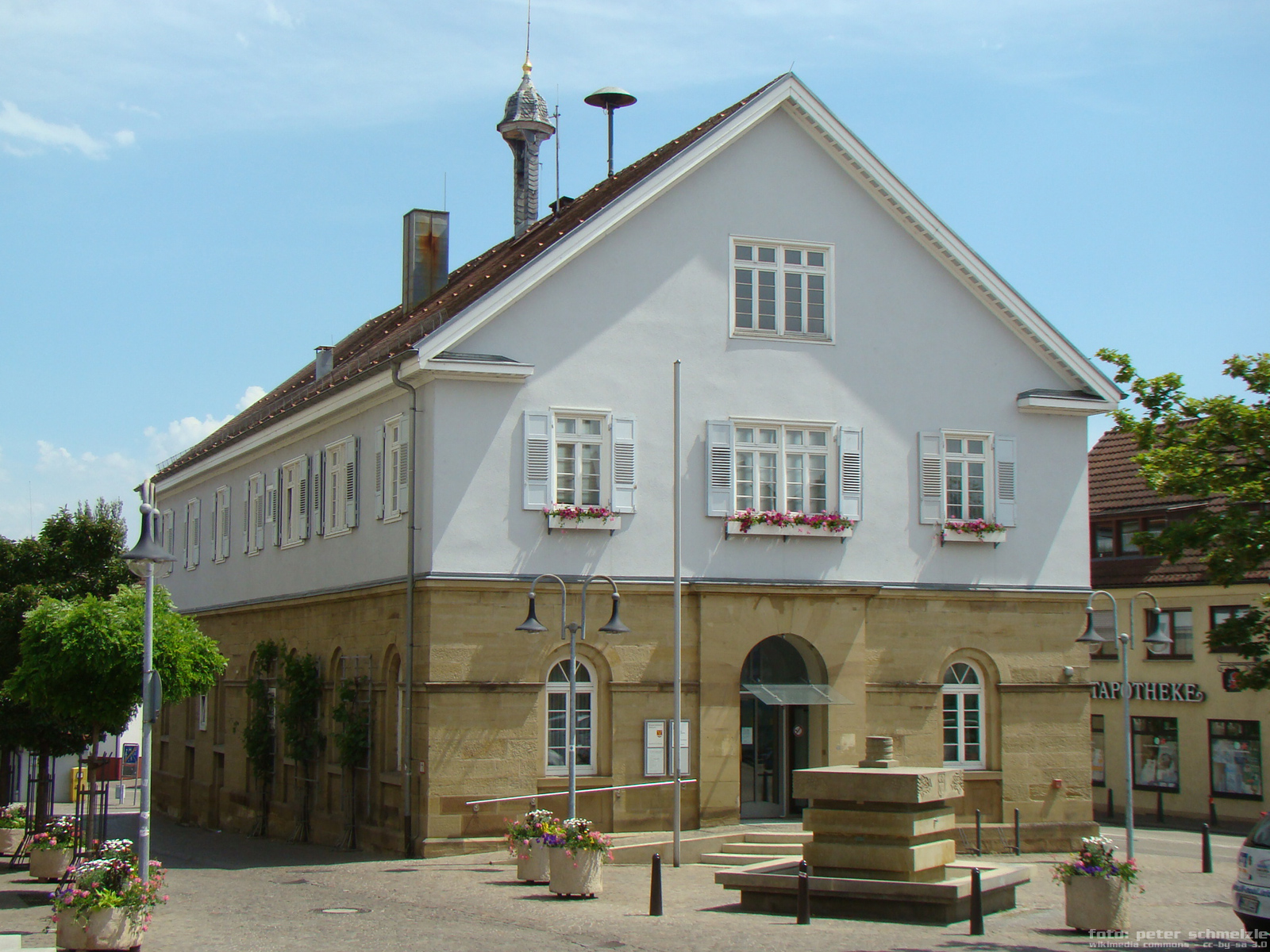
Altes Rathaus

### Sehenswürdigkeiten
- Die evangelische Georgskirche kam 1486, unter anderem durch Erweiterung einer älteren Kapelle nach Süden, zu ihrer heutigen Größe. Sie weist barocke Ausstattung von 1683 auf (Taufstein, Kanzel) und hat einen 1732 erbauten charakteristischen Zwiebelturm. Bei der großen Innenrenovierung im Jahr 1962/63  wurden die Seitenemporen und unten ein paar Sitzreihen abgebaut, die Kanzel von rechts links an den Chorbogen versetzt und dadurch Platz für die  Bornefeld-Orgel von 1973 geschaffen. Neun Holztafel-Gemälde werden dem in einigen Kirchen der Region um 1750 tätigen Prager Kunstmaler Johannes Stiegler zugeschrieben. Die acht farbverglasten Bildfelder im großen Kanzelfenster hat 1928 die Künstlerin Lydia Jost-Schäfer entworfen.[13]  Das Chorfenster von 1970 stammt vom Künstler Wolf-Dieter Kohler und verdeutlicht den Missionsbefehl Mt 28,18-29 Lut. Im Zentrum sitzt der auferstandene Christus in seiner Herrlichkeit (Majestas Domini), von Engeln umgeben. Sein Auftrag zur Mission, den er an die Jünger gibt, äußert sich im unteren Fensterteil durch die Taufe, die Predigt und das heilige Abendmahl.

- Die katholische Vaterunser-Kirche wurde in den 1960er Jahren erbaut.
- Das Alte Rathaus ist ein klassizistischer Bau von 1845, in dem sich ursprünglich auch eine Kelter befand.
- Das Alte Schulhaus wurde 1875 errichtet.
- Zu den Sehenswürdigkeiten des Ortes zählt auch das Ensemble aus dem 1861 erbauten Bahnhof und dem ehemals zugehörigen, in Fachwerkbauweise errichteten Nachbargebäude, in dem sich früher die Post befand.
- Eine historische Gedenktafel aus dem 18. Jahrhundert an der Löwensteiner Straße 41 erinnert an die Hungersnot von 1771 sowie an den Bau der Zehntscheune, die einst an jener Stelle stand. Eine weitere Gedenktafel am Steinackerweg 6 erinnert an die Theuerung von 1817 infolge des Jahres ohne Sommer.
- Außerhalb des Ortes stand im Seebachtal einst eine Wasserburg.[14]

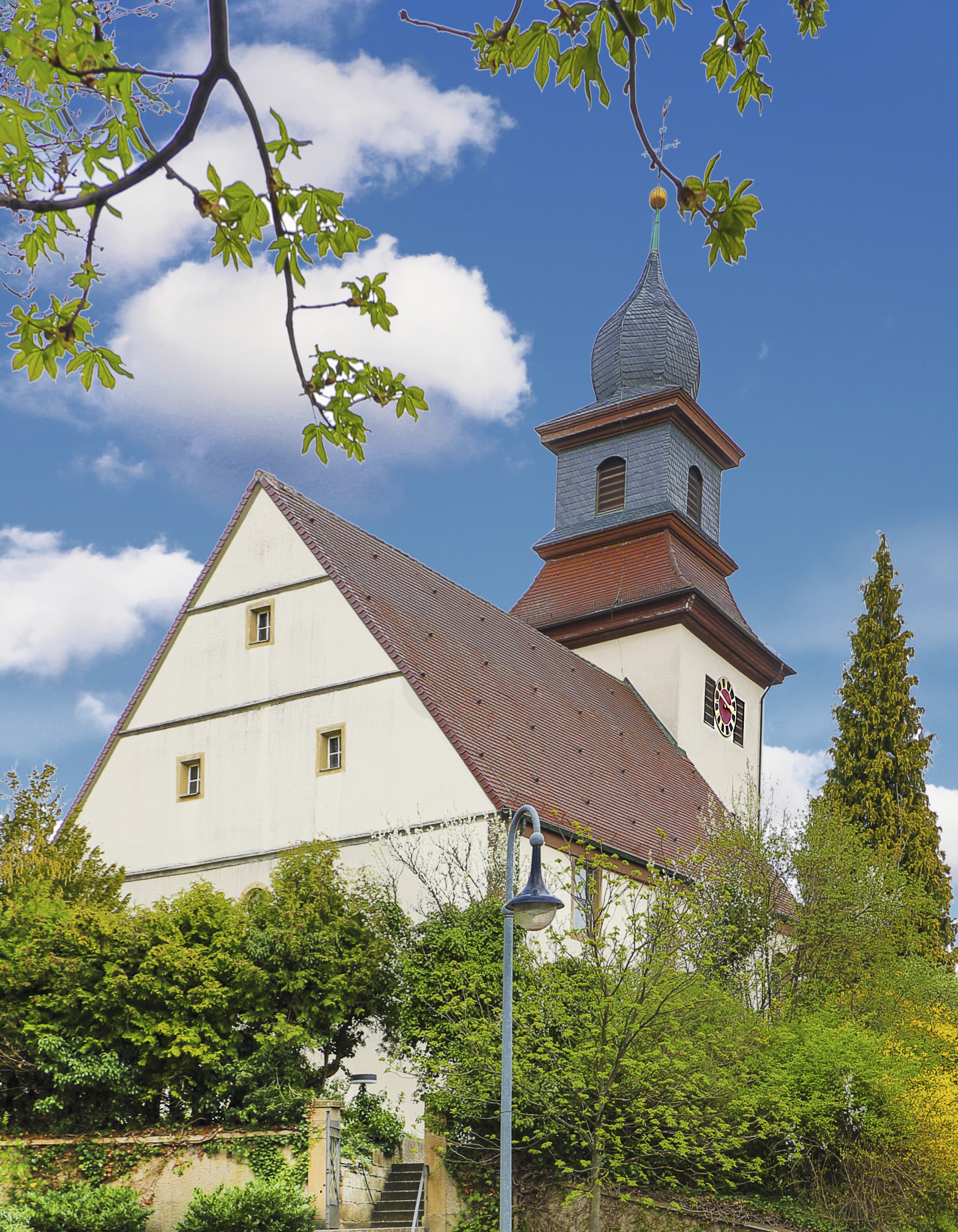
Ev. Georgskirche
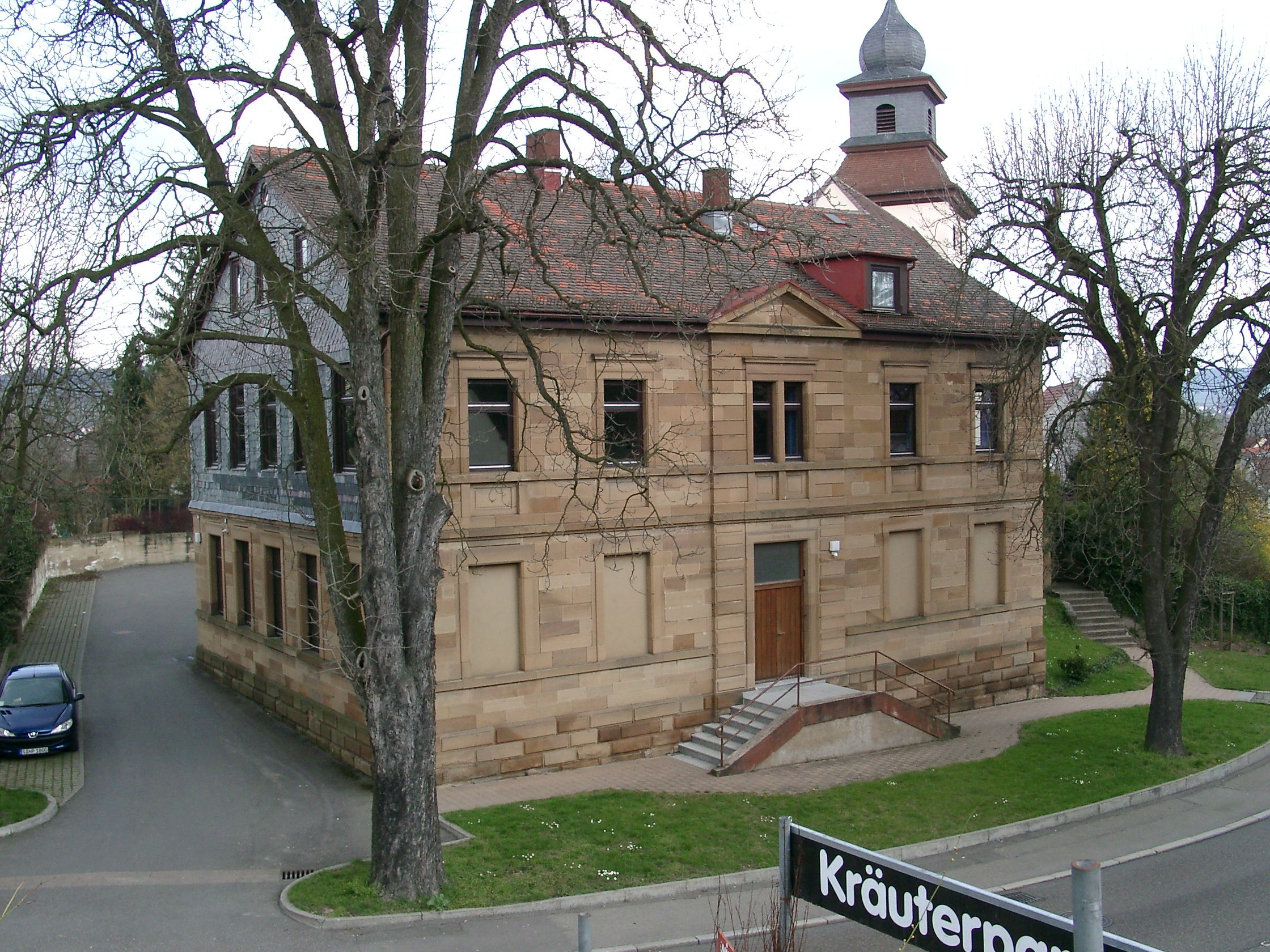
Altes Schulhaus
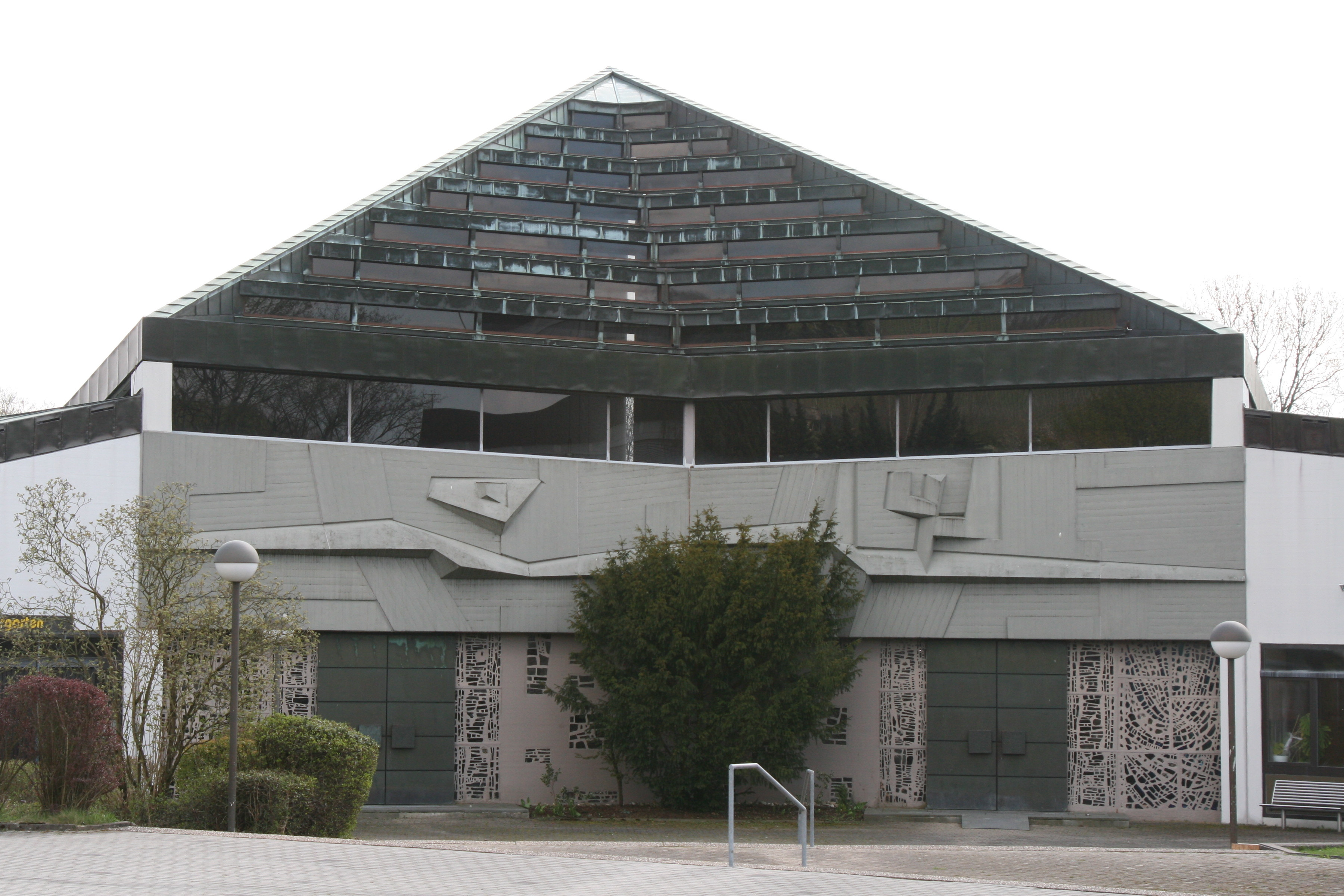
Vaterunser-Kirche

### Museen
Früher gab es an der Bundesstraße 39 das Kleinwagenmuseum Willsbach, das am Wochenende geöffnet hatte. Im Dezember 1980 berichtete die Automobil- und Motorrad-Chronik über die Eröffnung. Der Betreiber Anton Marth stellte rund 20 zumeist deutsche Kleinwagen von Marken wie Fuldamobil, Glas, Goggomobil, Heinkel, Kleinschnittger, Lloyd, Maico und Volkswagen aus. Im Oktober 1982 wurde die Schließung berichtet, da der Mietvertrag nicht verlängert wurde. Die Sammlung wurde aufgelöst.

### Vereine
In Willsbach ist mit dem TSV Willsbach 1907 e. V., der größte Verein Obersulms ansässig. Er bietet mit Fußball, Handball, Leichtathletik, Schach, Tischtennis, Turnen und Volleyball seinen knapp 1100 Mitgliedern (Stand 2016) ein weit gefächertes Sportangebot. Auch der TC Obersulm hat seinen Vereinssitz im Teilort Willsbach.
Die Bürgerstiftung Obersulm und der Bürgerverein Wir-Obersulm e. V. haben eine gemeinsame Geschäftsstelle in Willsbach.

## Persönlichkeiten
- Albert Barth (1856–1914), deutscher Landwirt und Politiker
- Emanuel Richter (* 1953), deutscher Politikwissenschaftler und Hochschullehrer
- Gottlob Vollert (1868–1938), deutscher Landwirt und Politiker (WBWB)